# Economía de Málaga
La economía de Málaga es la segunda de Andalucía, alcanzando la ciudad un índice de actividad económica de 1.678 puntos, lo que la sitúa quinta en el ranking nacional de ciudades. Málaga es una ciudad de servicios, con una significativa actividad en el sector textil, y que tiene en el turismo una creciente fuente de ingresos.

## Industria y comercio

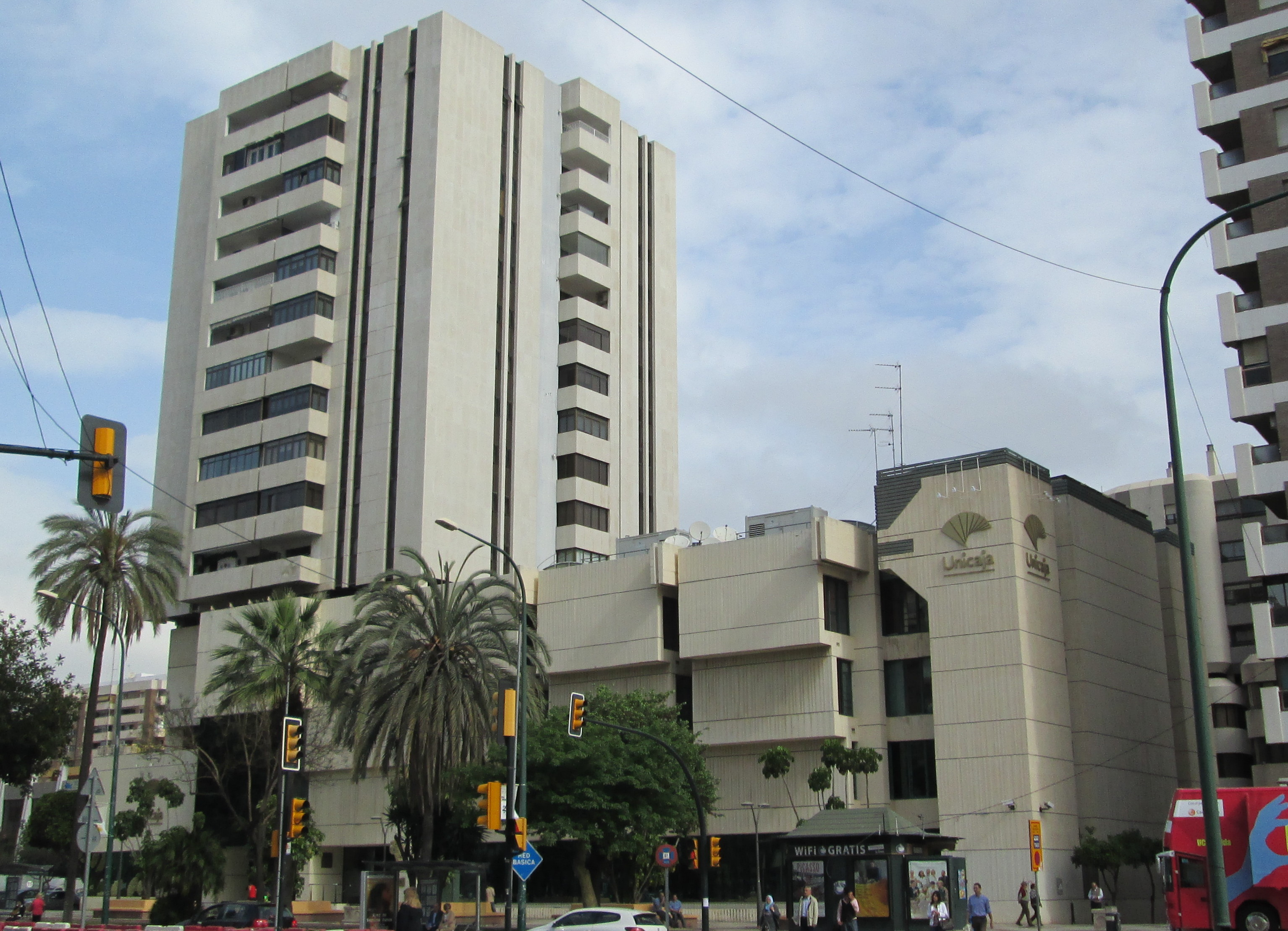
Sede central de Unicaja

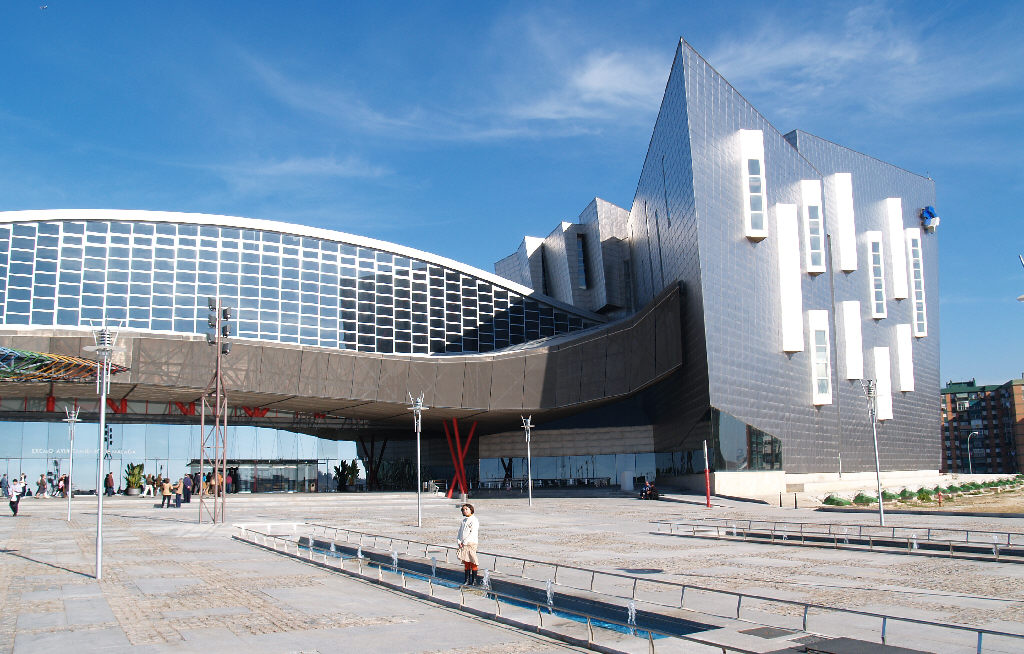
Palacio de Ferias y Congresos de Málaga (FYCMA).

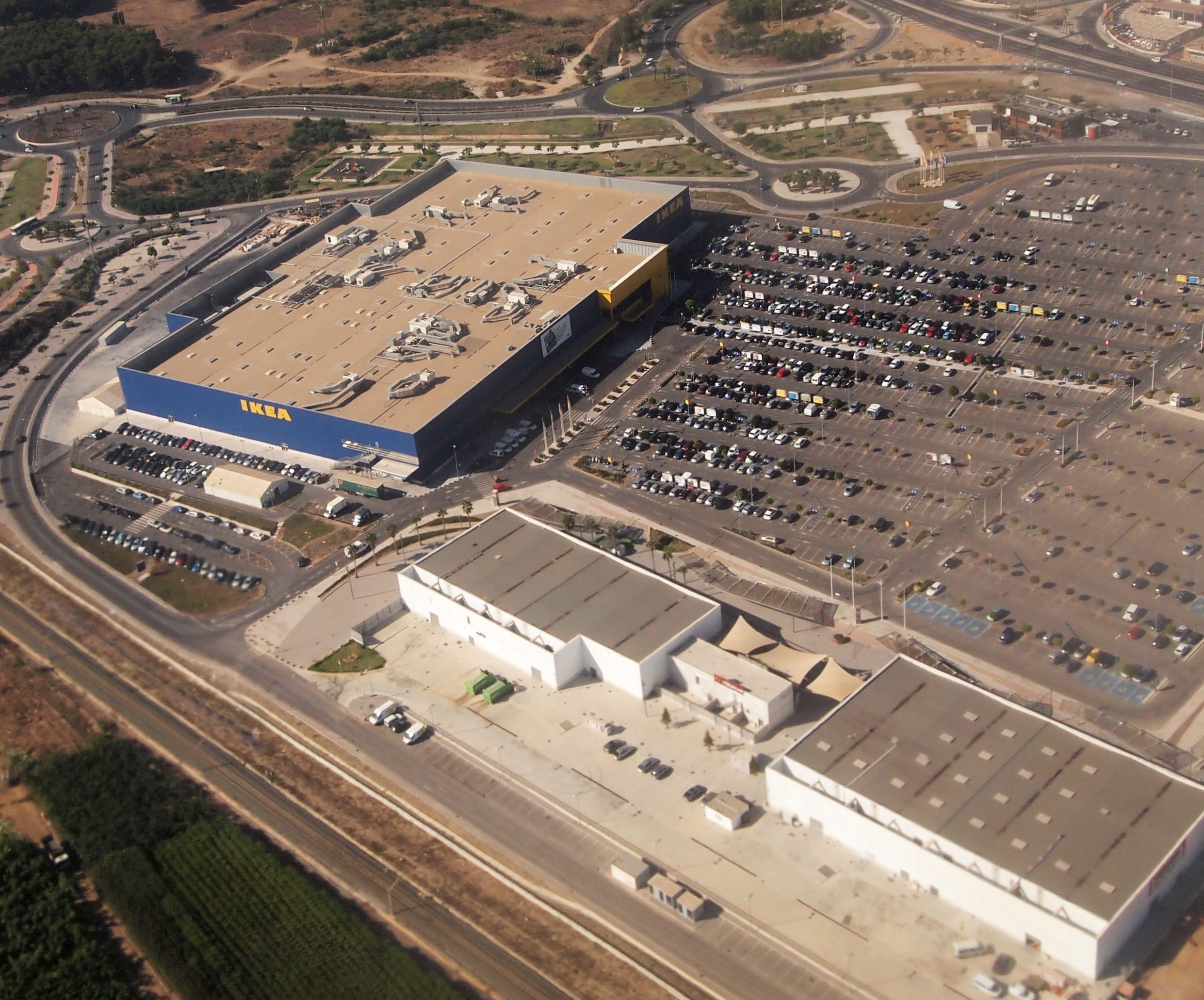
Imagen aérea de IKEA-Málaga, una de las numerosas grandes superficies instaladas en la ciudad.

Es destacable la pujanza de la ciudad en industrias de nuevas tecnologías, así como en el sector de la construcción, que conviven con industrias tradicionales como A. Lapeira Litograf Española, en la ciudad desde hace tres siglos, o las Bodegas Quitapenas, fundada en 1880.
Málaga es sede de la entidad bancaria Unicaja, y del Banco Europeo de Finanzas, de las constructoras Sando y Vera, la alimentaria Ubago, las distribuidoras minoristas de perfumería, Primor, de libros, Agapea, o de productos para mascotas, Tiendanimal, del Grupo Vértice, Aertec, Almeida viajes y otras multinacionales como Pernod Ricard España o San Miguel.
Resaltar así mismo las empresas malagueñas de moda infantil Mayoral y Charanga, ya que la moda malagueña exporta el 43% del total andaluz en el sector, o la distribuidora textil danesa Bestseller que tiene su sede para toda España en la ciudad.

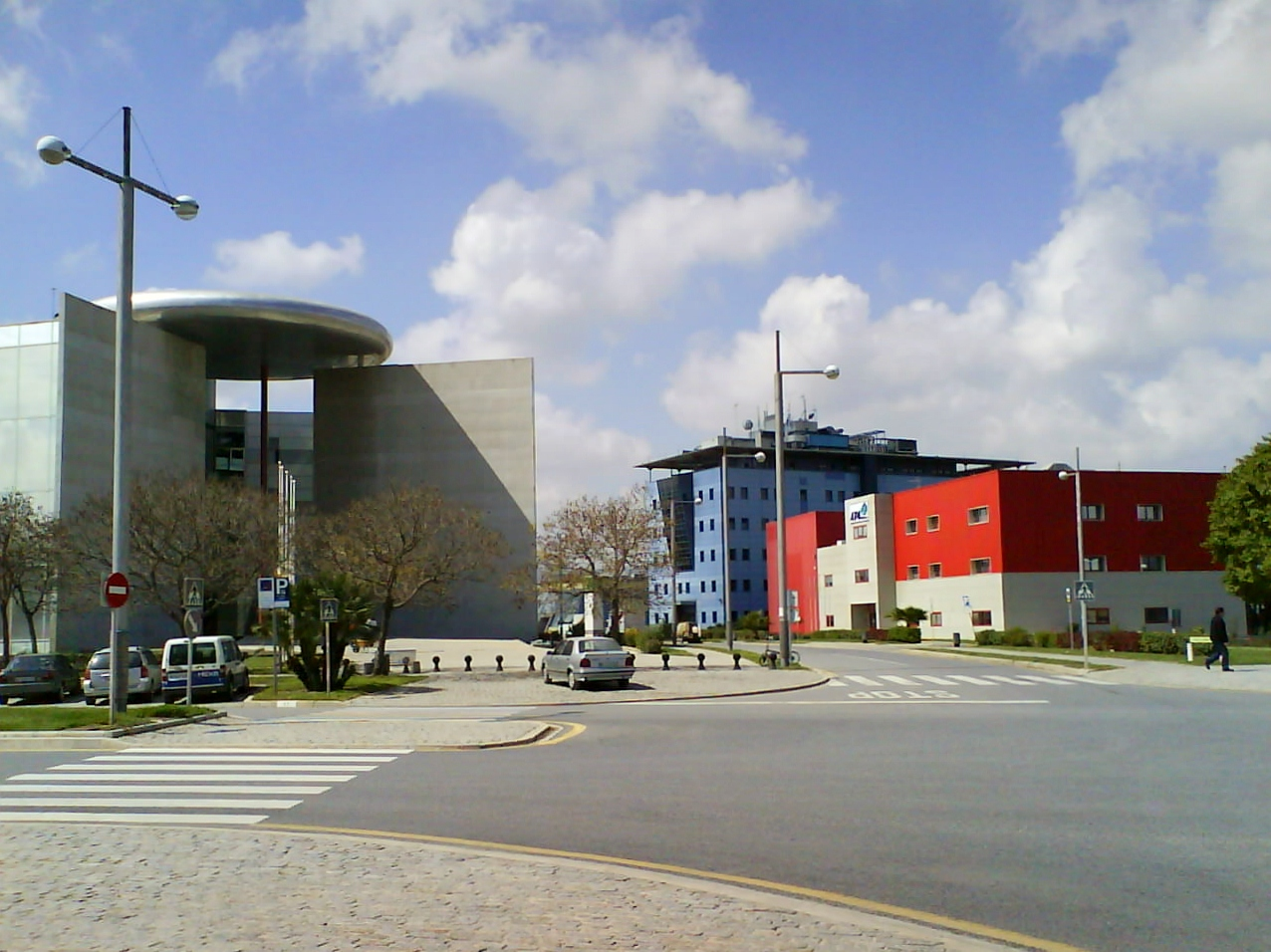
El Parque Tecnológico de Andalucía o PTA fue inaugurado en 1992. Cuenta con más de 600 empresas TIC instaladas y en él realizan su actividad laboral más de 17.500 personas.

Las empresas malagueñas a la cabeza en número de franquicias son Almeida Viajes (turismo), Top Digital (telefonía móvil) y Charanga, todas ellas por encima de los 200 locales. Así mismo, el auge comercial queda evidenciado por las numerosas grandes superficies comerciales -CC Vialia, Málaga Plaza, CC Rosaleda, CC Larios Centro, El Corte Inglés, Ikea Málaga, CC Málaga Nostrum, Centro de Ocio Plaza Mayor, etc.-, y empresas del sector con actividad en Málaga.
El contrato de construcción de trenes AVE en el Taller de Los Prados se inició en noviembre de 2006 y ha supuesto la modernización de las instalaciones y una importante carga de trabajo. En recientes fechas, Renfe Integria confirmó que está remodelando su estructura a nivel nacional, centralizando la gestión de sus instalaciones de Andalucía en Málaga.
Al oeste de la ciudad, junto al Taller de los Prados en la margen izquierda del río Guadalhorce se concentran los principales parques empresariales y polígonos industriales de la ciudad, entre los que podemos destacar el Polígono Industrial Guadalhorce, el más grande de Andalucía con 2,5 millones de metros cuadrados y en el que trabajan cuatro mil personas con una facturación media anual de 1000 millones de euros, el Polígono Industrial El Viso, el Polígono Industrial Alameda o el Polígono Industrial La Estrella.
La ciudad cuenta desde el 2011 con una central de ciclo combinado en el distrito 9 de Campanillas. Esta infraestructura que opera Gas Natural Fenosa vierte a la red de la provincia hasta 400 megavatios por hora de electricidad en horas punta.

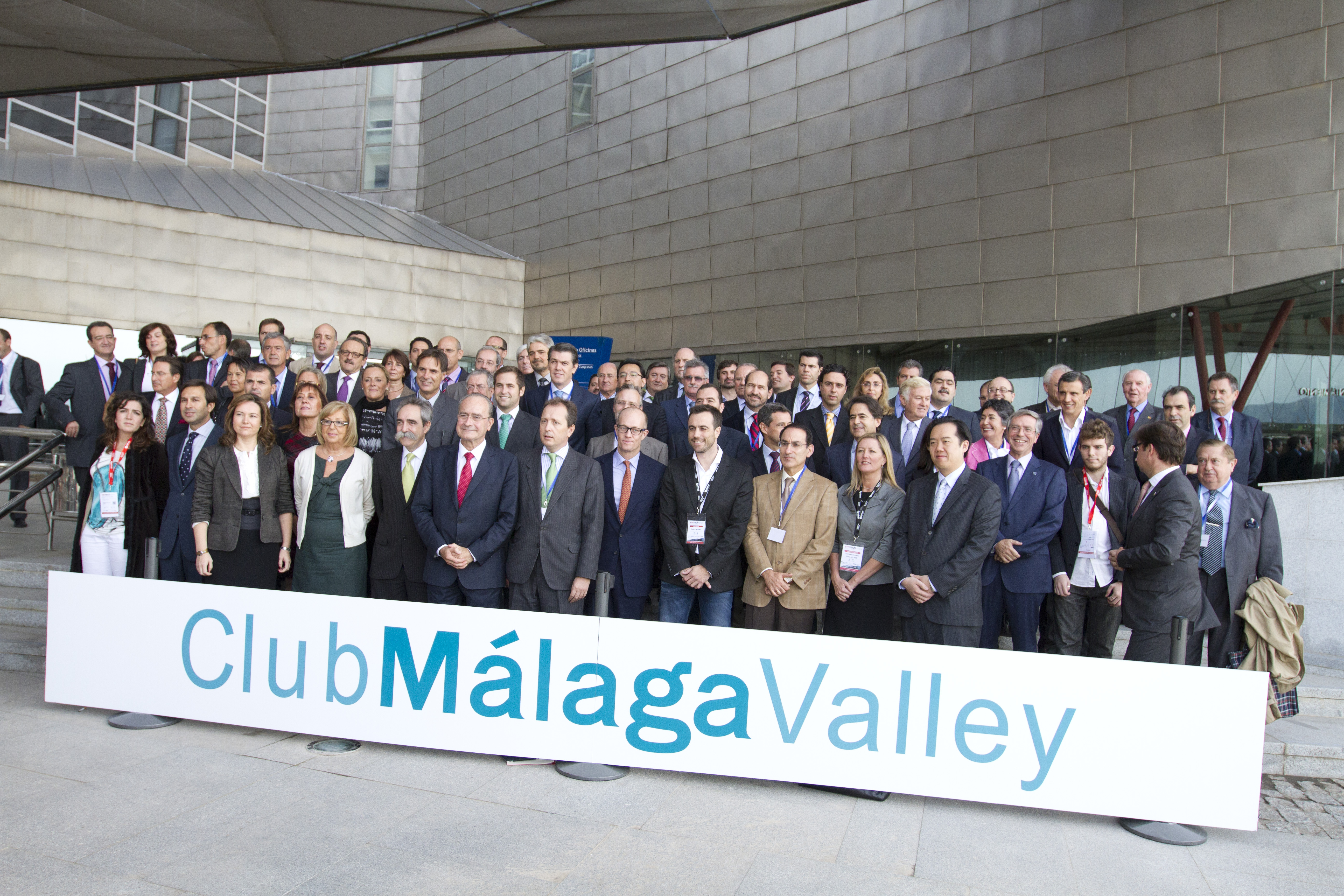
Miembros del Club Málaga Valley durante la celebración en Málaga del Emtech España en octubre de 2011.

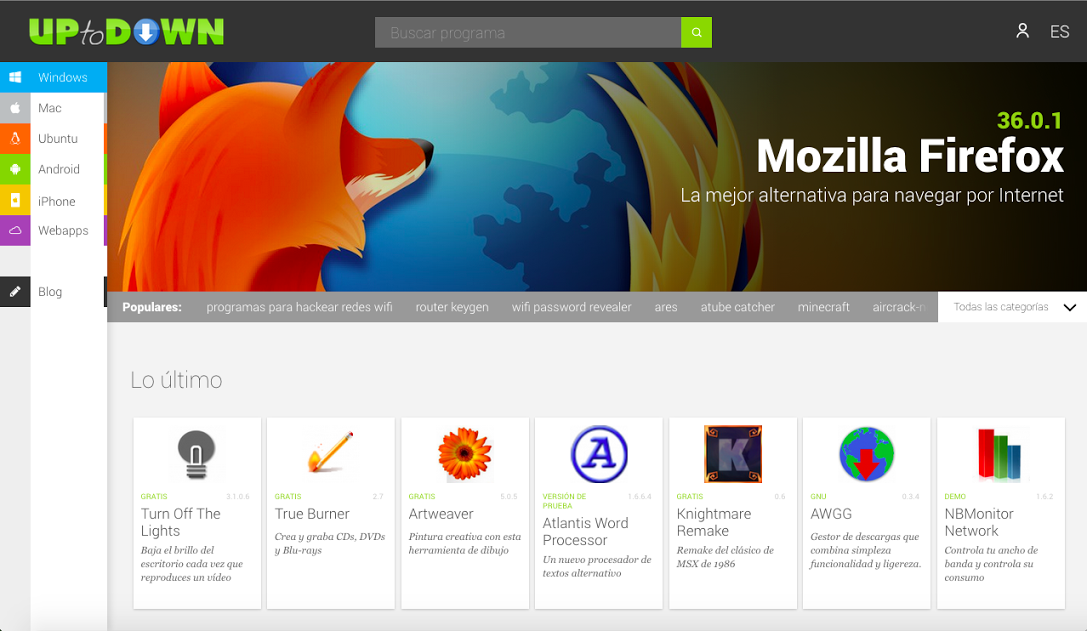
Captura de pantalla de Uptodown.

| Sectores                           | Indicadores |
| Actividades industriales           | 4.848       |
| Índice industrial (España-100.000) | 1.100       |
| Actividades comerciales mayoristas | 2.343       |
| Actividades comerciales minoristas | 8.928       |
| Índice comercial (España-100.000)  | 1.768       |

### Nuevas tecnologías
El proyecto Málaga Valley desarrolla políticas y líneas de acción necesarias para convertir a Málaga en una importante zona de industria tecnológica.
Algunas empresas tecnológicas malagueñas o nacionales, ubicadas principalmente en el Parque Tecnológico de Andalucía (PTA), son Uptodown, que desarrolla el tercer portal más importante del mundo para descarga de aplicaciones Android, VirusTotal, adquirida por Google en 2012, AT4 Wireless, Tedial o el Centro de Tecnologías Ferroviarias (CTF), y entre las multinacionales destacan Oracle Corporation, con su segundo centro neurálgico en Europa tras el situado en Dublín, Fujitsu España, Accenture, TDK, Ericsson o Huawei. Así mismo, la ciudad es sede de la Asociación Internacional de Parques Tecnológicos (IASP) y de ETICOM (Asociación de Empresarios de Tecnologías de la Información y Comunicación de Andalucía).

## Turismo

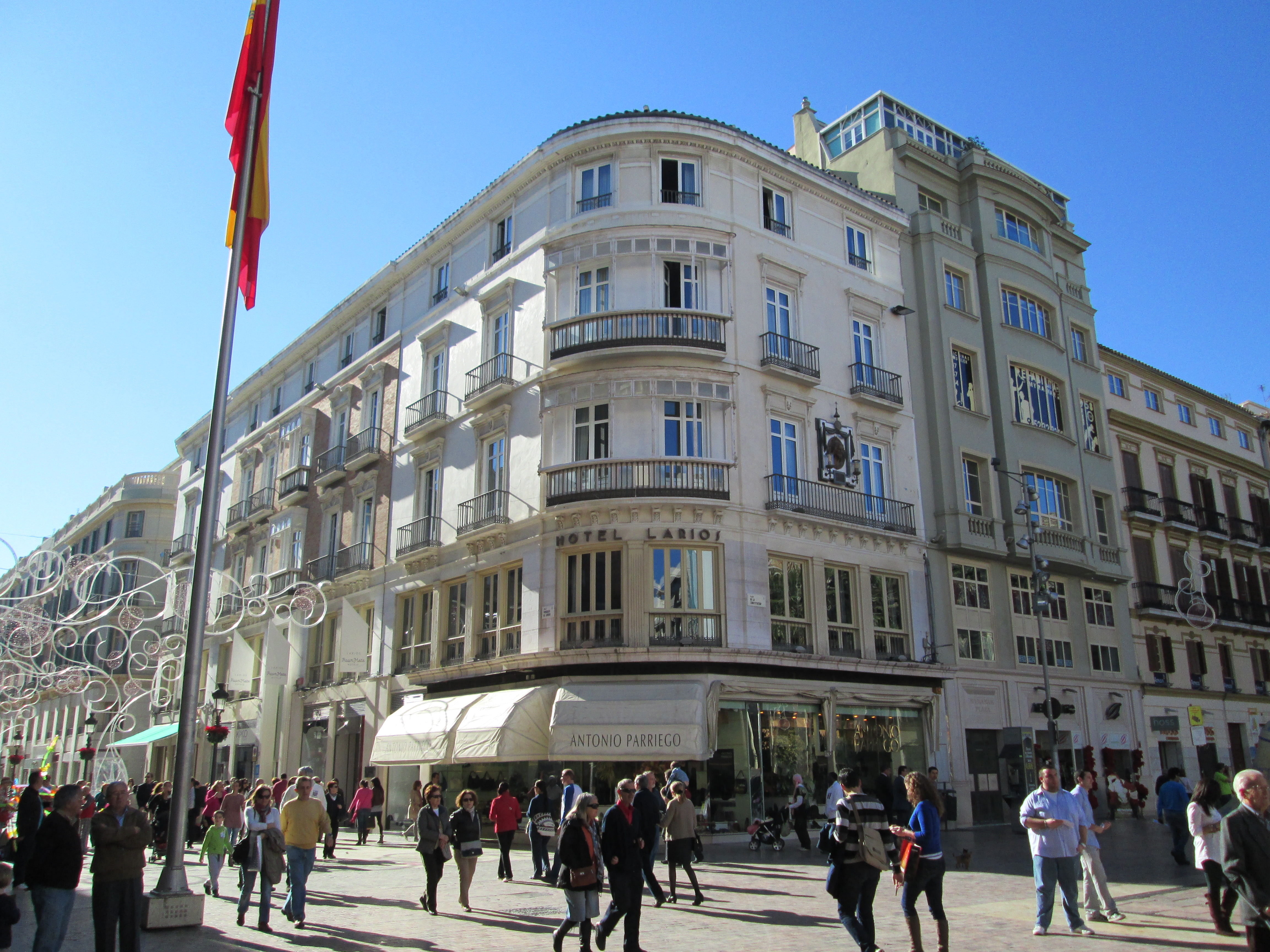
Hotel Larios ****

Málaga es la principal puerta de entrada a la Costa del Sol. En 1988, el número de turistas que visitaban la ciudad se vio drásticamente reducido tras la segregación del barrio de Torremolinos, al ser el principal entorno turístico de la ciudad. Sin embargo, la actividad turística se ha visto incrementada en los últimos años por la mejora de las comunicaciones, los nuevos equipamientos culturales y la renovación y el aumento de la planta hotelera, buena parte de la cual perdió la ciudad tras la ya mencionada segregación de Torremolinos.

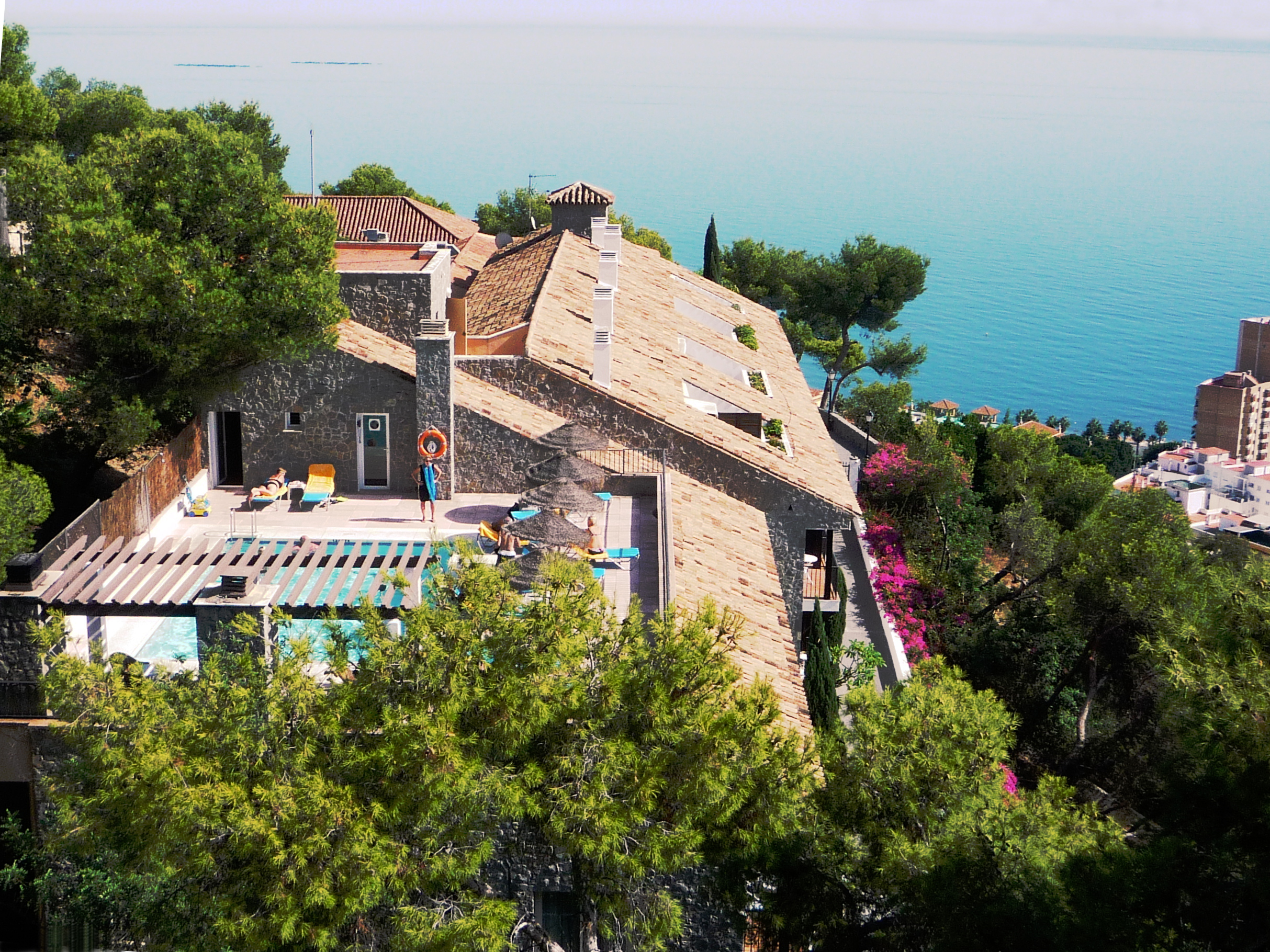
Parador de Málaga Gibralfaro ****

La puesta en marcha del AVE Madrid-Málaga y la adecuación del puerto para recibir grandes cruceros ha multiplicado la llegada de turistas procedentes de la capital de España, así como de otras ciudades españolas y de cruceristas internacionales. En 2010 la terminal de cruceros de Málaga superó el medio millón de cruceristas, siendo el sexto puerto del Mediterráneo en cruceros y generando un movimiento económico en la ciudad estimado en unos 34 millones de euros.
La apertura del Museo Picasso, del Centro Pompidou, del Museo Carmen Thyssen o del CAC Málaga, entre otros museos, ha diversificado y mejorado la oferta de turismo cultural, mientras que la inauguración en 2003 del Palacio de Ferias y Congresos de Málaga ha posibilitado la llegada del denominado turismo de congresos; a lo que se suma el aumento y la renovación de la planta hotelera de la ciudad que la sitúa como la mejor valorada de España.
Mención aparte merece el turismo idiomático, que representa casi un 1% del PIB provincial, del que algo más de la mitad proviene de la ciudad de Málaga.
| Categoría       | N.º de establecimientos |
| --------------- | ----------------------- |
| ******          | 1                       |
| ***** Gran lujo | 9                       |
| *****           | 13                      |
| ****            | 125                     |
| ***             | 139                     |
| **              | 104                     |

## Sector primario

### Agricultura

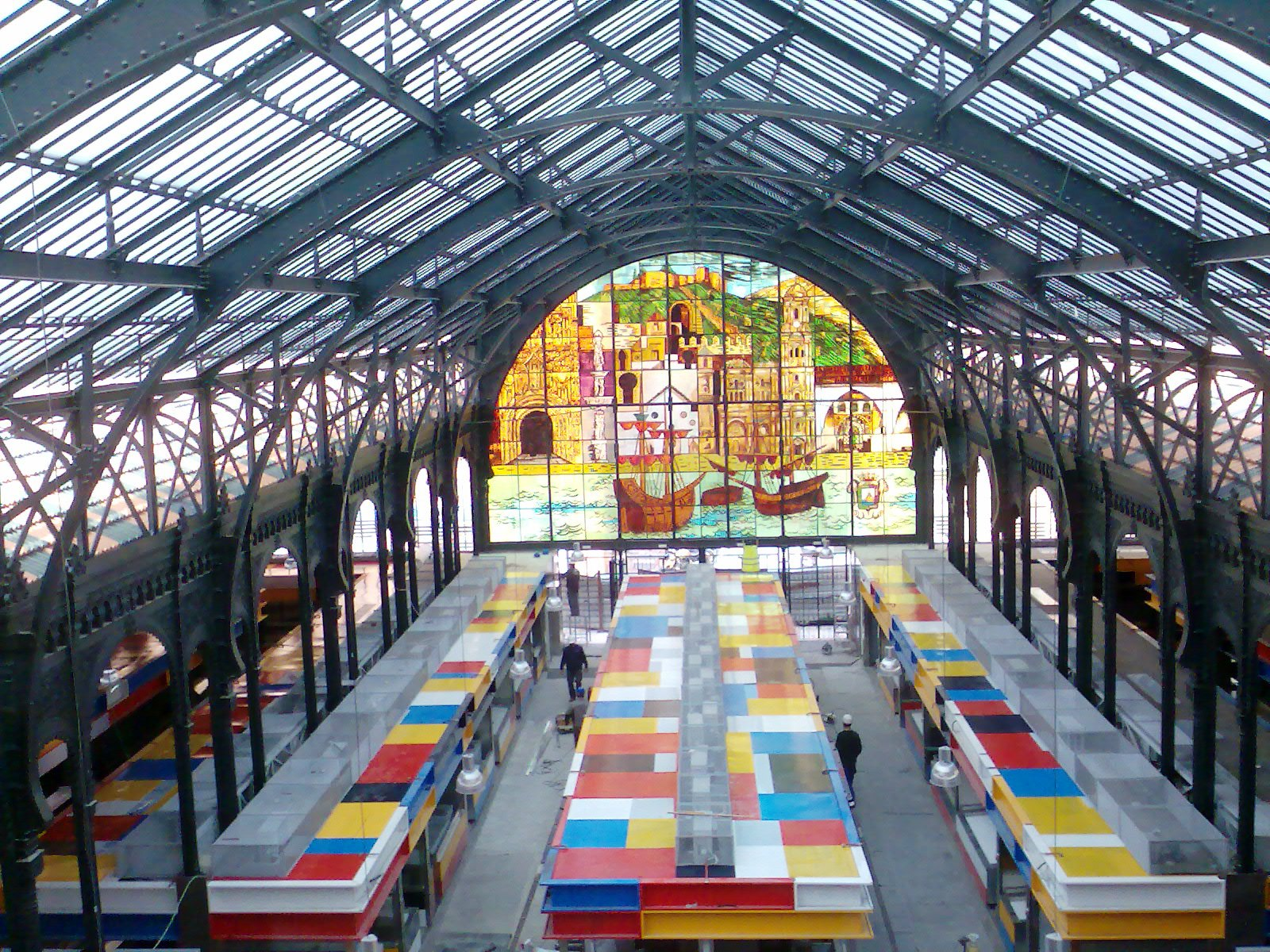
Mercado de Atarazanas.

A pesar de la gran extensión del término municipal, la actividad agrícola y forestal se encuentra muy limitada por la presión del entorno humano. Las reducidas zonas de regadío se extienden por las vegas del Guadalhorce y el Campanillas, donde se producen sobre todo cítricos (naranjo y limonero) y otros frutales como el níspero y el aguacate, además de caña de azúcar y algunas hortalizas. Los cultivos de secano principales son el algarrobo, el almendro y el olivo, que se dan en la cuenca del Guadalmedina. Los viñedos, que antaño fueron el motor de la economía local, son escasos. El aprovechamiento de los recursos forestales es igualmente marginal y se reduce al uso del corcho de la masa forestal del parque natural Montes de Málaga, así como a la recolección de setas y plantas culinarias.

### Ganadería
El municipio carece de pastos adecuados para la ganadería extensiva, por lo que la escasa ganadería es de tipo intensivo. Las cabañas más importantes son la cabría, que suma unas 12.500 cabezas, y la caballar, empleada principalmente para usos recreativos y deportivos. La ganadería en Málaga no es muy importante 

### Pesca
El puerto de Málaga es la base de una de las cinco cofradías de pescadores que existen en la provincia. Su caladero está en el mar de Alborán, que debido a que es una zona de encuentro de las aguas mediterráneas y atlánticas, favorece la producción de plancton y por tanto muchas especies van a reproducirse y a desovar en la bahía de Málaga. Siendo una zona de reproducción, tradicionalmente se han pescado muchos inmaduros. En 1999 la flota del puerto de Málaga estaba formada por 503 embarcaciones, de las que 238 eran de arrastre y 74 de cerco, siendo el resto de otras modalidades. Las especies más capturadas son el boquerón, el carabinero, la cigala, la gamba, el jurel, el lenguado, la merluza, el pulpo y la sardina.
La pesca fluvial, que en épocas anteriores tenía lugar en el Guadalhorce, es casi inexistente debido a la contaminación del río originada por los vertidos industriales y los productos fertilizantes empleados en la vega.